# Piovà Massaia
Piovà Massaia település Olaszországban, Piemont régióban, Asti megyében. Lakosainak száma 575 fő (2023. január 1.). Piovà Massaia Cerreto d’Asti, Cunico, Montiglio Monferrato, Passerano Marmorito, Capriglio, Cocconato, Montafia és Piea községekkel határos.

## Népesség
A település lakossága az elmúlt években az alábbi módon változott:
| Lakosok száma | 637  | 621  | 575  |
|               | 2017 | 2018 | 2023 |